# En väldig vänskap
En väldig vänskap (originaltitel: Fúsi) är en isländsk dramafilm från 2015 i regi av Dagur Kári. Huvudrollerna spelas av Gunnar Jónsson och Ilmur Kristjánsdóttir. Den handlar om 43-årige Fúsi som fortfarande bor hos sin mor men lämnar sina rutiner när han går en kurs i linedance och träffar en kvinna.
Filmen hade premiär vid filmfestivalen i Berlin 2015. Den svenska premiären var på Stockholms filmfestival 2015. Filmen tävlade vid Tribeca Film Festival, där den vann priserna för Bästa spelfilm, skådespelare och manus. Den vann även Nordiska rådets filmpris 2015.

## Rollista (i urval)
- Gunnar Jónsson – Fúsi
- Ilmur Kristjánsdóttir – Sjöfn
- Sigurjón Kjartansson – Mörður
- Margrét Helga Jóhannsdóttir – Fjóla
- Franziska Una Dagsdóttir – Hera
- Arnar Jónsson – Rolf
- Thorir Sæmundsson – Elvar